# Rodrigo Galatto
Rodrigo José Galatto (Porto Alegre, Brasil, 10 de abril de 1983) es un exfutbolista y político brasileño con pasaporte italiano. Su posición es la de portero.

## Trayectoria
- Campeón de la Serie B brasileña con el Grêmio (2005).
- 2 veces campeón del Campeonato Gaucho con el Grêmio (2006 y 2007).
- Vencedor del Campeonato Paranaense con el Clube Atlético Paranaense (2009).
- Campeón de la Liga búlgara con el Litex Lovech (2009/10).
- Ha participado con el Litex Lovech en la fase previa de la Liga de Campeones de la UEFA 2010-11 (4 partidos).

## Clubes
| Club                | País     | Año         |
| ------------------- | -------- | ----------- |
| Grêmio              | Brasil   | 2004-2005   |
| Brasil de Pelotas   | Brasil   | 2005-2006   |
| Grêmio              | Brasil   | 2006-2007   |
| Atlético Paranaense | Brasil   | 2008-2010   |
| Litex Lovech        | Bulgaria | 2010        |
| Málaga CF           | España   | 2010-2011   |
| Neuchâtel Xamax     | Suiza    | 2011-2012   |
| Itumbiara           | Brasil   | 2012        |
| América de Natal    | Brasil   | 2012        |
| CRB                 | Brasil   | 2013 - 2014 |
| Juventude           | Brasil   | 2015        |

## Carrera como político
En 2018, Galatto se postuló para el cargo de diputado federal por el Partido Popular Socialista en las elecciones de octubre de ese año en Río Grande del Sur. Solo obtuvo 37.466 votos, insuficientes para ser electo.